# 닐스 페테르 몰베르
닐스 페테르 몰베르(Nils Petter Molvær, 1960년 9월 18일 ~ )는 노르웨이의 트럼펫 연주자이다.